# Maurice Verschuuren
Maurice Verschuuren (Tilburg, 28 maart 1981) is een Nederlandse diskjockey.

## Biografie
In 1996 begon Maurice met zijn eigen illegale radiozenders NRG en Hot FM in Tilburg. In 1998 ging hij aan de slag bij de lokale zender van Waalwijk en Loon op Zand LTV Radio. In 2000 startte hij bij Fantasy FM (per 2005 Fantasy Classic Gold Radio) in het Belgische Weelde. In dezelfde periode was hij ook actief bij Radio Decibel in Eindhoven en was hij kort verslaggever en redacteur bij Omroep Brabant.
Op advies van Rob Stenders maakt Maurice in 2001 de overstap naar 3FM. Hier presenteerde hij een programma in de vrijdagnacht. In 2003 voltooide hij de Hogeschool Journalistiek in Tilburg. In deze periode maakt hij naast nachtprogramma's op 3FM ook invalbeurten in de programma's Stenders Vroeg en Arbeidsvitaminen.
In februari 2004 maakte Maurice de overstap naar de commerciële zender Yorin FM. Voor deze zender presenteerde hij tot de komst van Rob Stenders, in juni 2004, het ochtendprogramma. Daarna vulde hij de uren na het programma Stenders Vroeg Op van Rob Stenders. Later werd hij de mede-presentator van het programma Denk als Henk van Henk Westbroek. Ook presenteerde hij een programma op vrijdagavond. Bij Yorin FM was Maurice ook verantwoordelijk voor de vormgeving. Tevens was Maurice een van de eerste deejays op KXradio, het radiostation van Rob Stenders.
In maart 2006, na de verkoop van Yorin FM aan SBS, vertrok Maurice samen met een aantal andere Yorin FM-diskjockeys naar SLAM! FM, het station van Lex Harding en Ruud Hendriks. Bij SLAM! FM was hij dagelijks tussen 9 en 12 uur 's avonds te horen en is hij vormgever.
In april 2007 maakte Maurice de overstap naar Caz!, het radiostation dat in 2006 ontstond na de overname van Yorin FM door SBS. Eerst op doordeweekse dagen tussen 09.00 en 13.00 uur en vanaf 3 september 2007 tussen 14.00 en 18.00 uur. Vanaf maandag 12 november 2007 was hij de middag-dj van Arrow Classic Rock, het station dat de etherfrequenties van Caz! overnam.
In 2010 was hij korte tijd te horen op Radio 10 Gold. Vanaf 19 juni 2010 ging hij als invaller aan de slag bij Q-music. Vanaf 16 oktober 2010 presenteerde hij op zondagen tussen 12.00 en 15.00 uur een vast programma. Op 9 oktober 2011 verdween hij weer bij Q-music, omdat hij zijn programma niet kon combineren met zijn voice-over werk.
Vanaf 20 februari 2012 presenteerde Maurice de ochtendshow op Arrow Classic Rock Noord. Deze zender is op 1 maart 2013 gestopt. 
Verschuuren werd in februari 2017 aangetrokken als inval-dj bij Radio Veronica (Talpa Radio). Door het vertrek van Gert-Jan van Ackooij bij de zender kwamen er lichte veranderingen in de programmering bij Radio Veronica. Daardoor presenteert Verschuuren vanaf februari 2017 de zondagochtendshow tussen 08.00 en 12.00 uur. Later keerde hij weer terug als alleen invaller. Vanaf 2 november 2020 presenteerde hij in het weekend tussen 12.00 en 15.00 uur. Per januari 2022 presenteert hij het programma Verschuuren's Goud van Oud dat op zaterdagen wordt uitgezonden, tussen 10.00 en 12.00 uur.